# 산 마메스 (1913년)
산 마메스(스페인어: San Mamés)는 스페인 바스크 지방의 빌바오에 있던 축구 경기장이다. 1913년에 개장한 이래 아틀레틱 빌바오의 홈 구장으로 사용되었다. 산 마메스라는 이름은 근처에 있었던 성 마메스 교회에서 따왔다.
1982년 FIFA 월드컵 경기가 열린 경기장 가운데 한 곳이며, 2013년 6월 6일에 철거되었다. 지금은 새로 지어진 산 마메스 경기장이 대신하고 있다.

## 역사
1913년 8월 21일 문을 열었으며, 2013년 철거되기 전까지는 현존하는 스페인에서 가장 오래된 스타디움이었다. 다만 스페인에서 가장 오래된 경기장은 아니었는데 엘 몰리논 경기장이 이보다 수년 앞서 완공되었다. 경기장 부근에는 성 마메스 교회라는 종교 유적이 자리해 있었고, 그것에서 이름을 따왔다. 이 때문에 '라 카테드랄' (La Catedral →대성당)이란 애칭이 붙었다. 참고로 마메스는 서기 259년에 태어난 기독교인으로, 로마의 박해를 받아 사자에게 먹이로 던져져 순교한 인물이다.
산 마메스의 데뷔 경기는 1913년 8월 치러진 아틀래틱과 이룬 클럽 간의 친선경기로, 1913년 FEF 코파 델 레이 결승전의 재매치 경기였다. 또 셰퍼즈 부시 F.C.와의 3자 경기 토너먼트전 중 첫번째 경기이기도 했다. 당시 첫 골은 스트라이커로 유명한 피치치 선수였던 것으로 전해진다. 산 마메스는 약 4만 명을 수용할 수 있었으며, 경기가 있는 날이면 관중들과 열혈팬들로 들어차 떠들석하고 독특한 분위기를 자아내는 것으로 유명했다.
1980년대에는 1982년 FIFA 월드컵 경기를 유치하기 위해 경기장의 거의 대부분을 다시 지었으며, 17개 경기장 중 하나로 월드컵 경기가 치러졌다. 2006년 3월에는 스타디움을 다시 새로운 대형 스타디움으로 재건축하는 계획이 시작되었으며, 수용인원도 53,000명으로 대폭 늘었다. 신 산마메스 스타디움은 기존의 스타디움 자리와 인접한 옛 빌바오 국거제무역박람회장 자리에 지어지는 것으로 결론이 났다. 2010년 4월부터 신 스타디움 공사에 들어갔고, 4분의 3 정도 완공되자 아틀레틱 클럽은 신 경기장으로 홈을 옮겼다.
옛 산마메스 경기장의 마지막 경기는 2012년 5월 26일 라 리가 제 37라운드 레반테 UD 전이었다. 이 경기에서 아틀레틱 빌바오는 0-1로 패배했고, 마지막 골은 후안 루이스 고메스가 넣었다. 경기 후에는 기념행사가 거행되었으며, 시즌 종료 후인 2013년 6월 5일에 공식 폐장되어 다음날 6일부터 철거에 들어갔다.

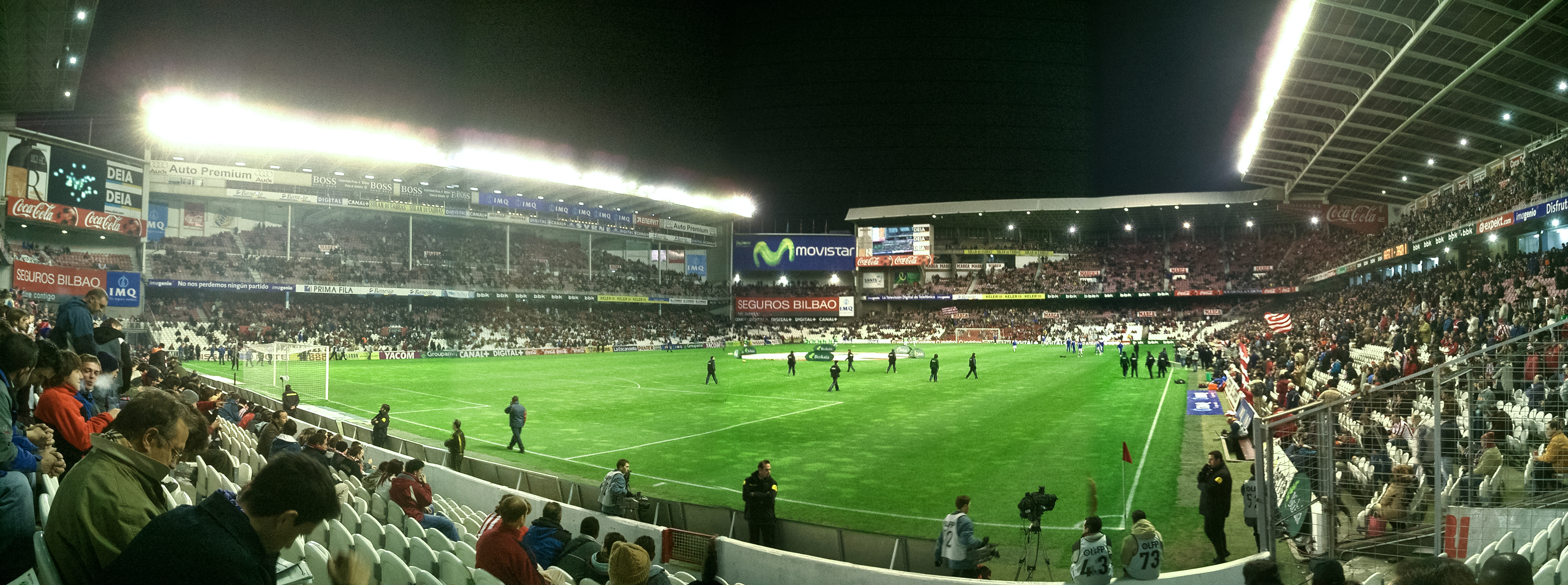
스타디움 파노라마

## 사진

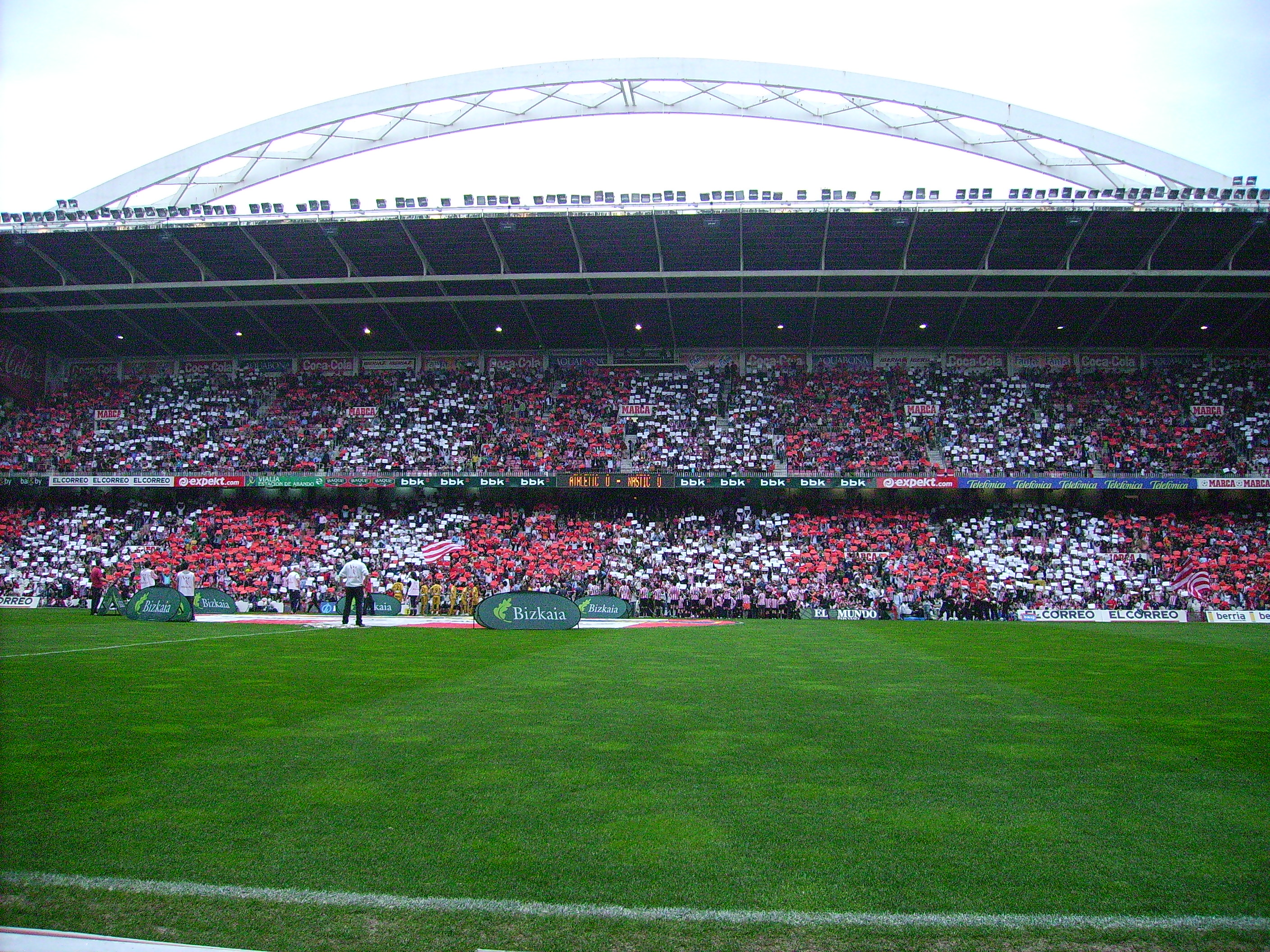
메인 스탠드
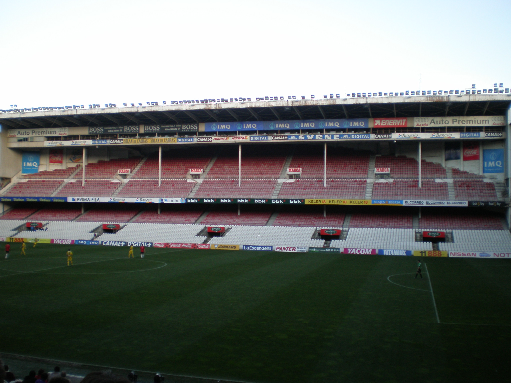
동쪽 스탠드
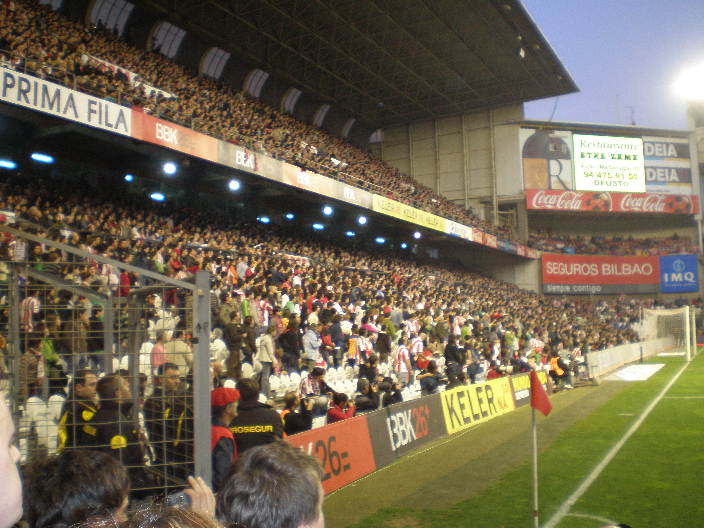
북쪽 스탠드
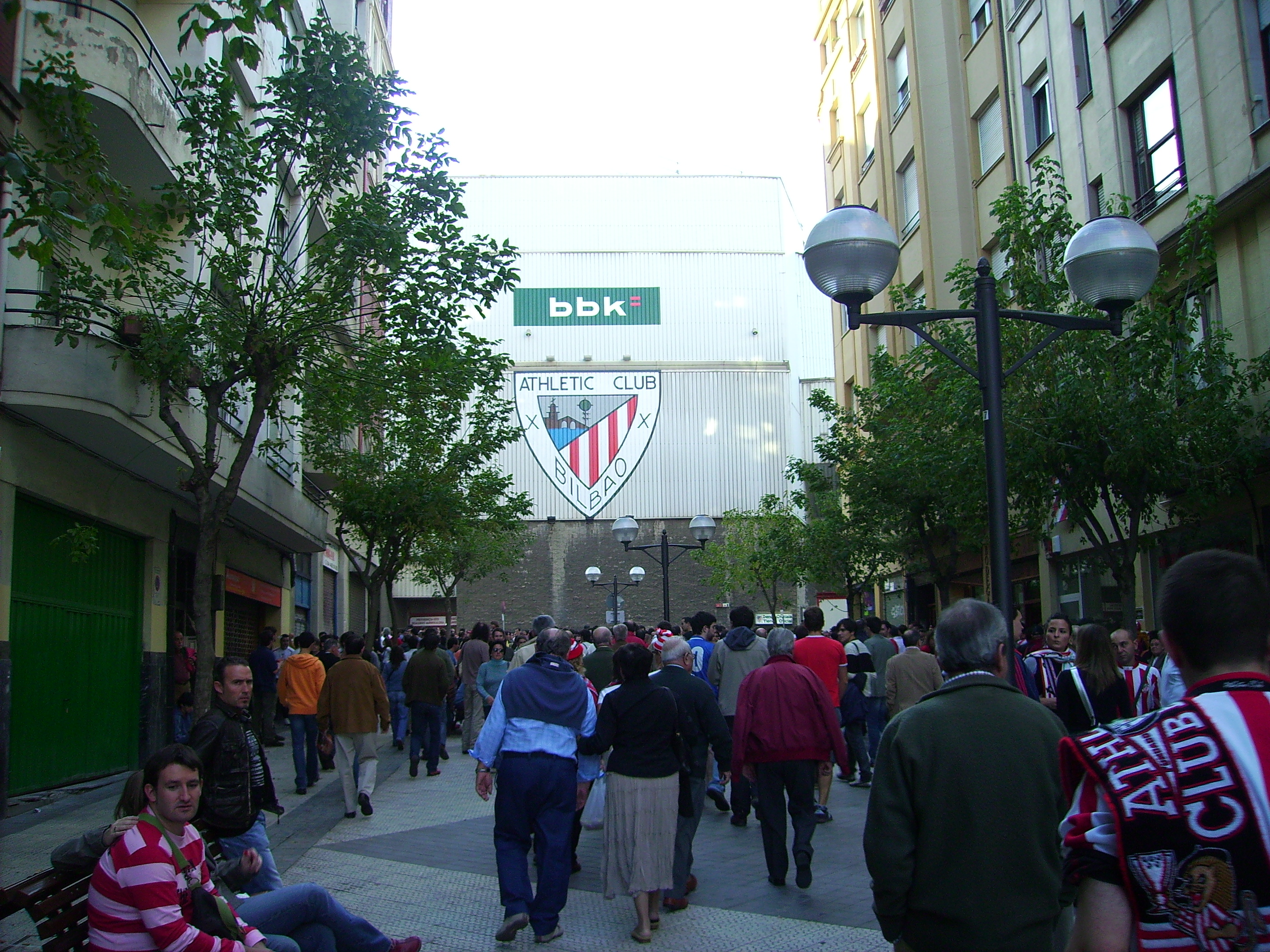
스타디움 외관
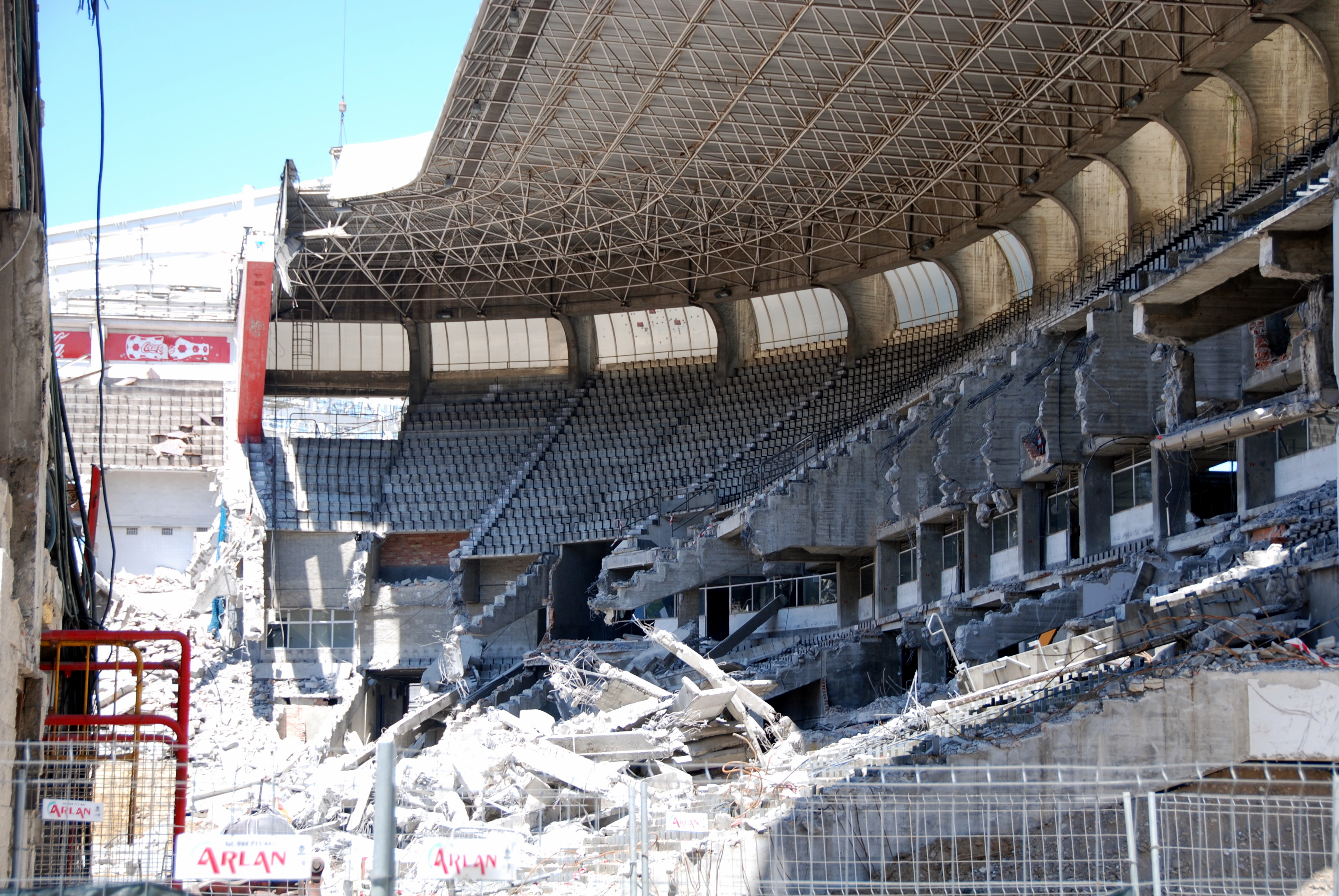
철거 작업

## 같이 보기
- 산 마메스